# Enhydrosoma ivetteae
Enhydrosoma ivetteae is een eenoogkreeftjessoort uit de familie van de Cletodidae. De wetenschappelijke naam van de soort is voor het eerst geldig gepubliceerd in 1955 door Jakobi.